# Экономика города
Экономика города (англ. urban economics) — наука об экономических исследованиях городских территорий, исследующая городские проблемы. Экономика города — раздел микроэкономики, который изучает городскую пространственную структуру и размещение домашних хозяйств и фирм. Экономика города исследует распределение ресурсов в городской черте, ориентирована на решения о размещении фирм и на сами города как центры экономической активности. Экономика города сосредоточена на изучении пространственных отношений между физическими лицами и предприятиями для понимания экономических мотивов, лежащих в основе формирования, функционирования и развития городов.

## История
Экономика города начала развиваться в модели Тюнена 1826 года, затем в теории центральных мест Вальтера Кристаллера 1933 года, в работе Августа Лёша 1940 года. Первая моноцентрическая модель города была представлена в 1964 году моделью Алонсо .
Моноцентрическая модель Алонсо с течением времени модернизируется: моноцентрический центр города слабеет с течением времени из-за изменений в технологии, в частности, из-за быстрого и дешевого транспорта (который делает его возможным для жителей пригородной зоны, чтобы жить подальше от своих рабочих мест в центре) и связи (которые позволяют бэк-офисам съехать из центра). Полицентрическое расширение связано с приростом полезности от снижения средней арендной платы за землю и увеличения эффекта агломерации.
Экономику города можно разделить на шесть взаимосвязанных блоков исследований:
- рыночные силы в развитии городов;
- землепользование в пределах города;
- городской транспорт;
- городские проблемы и государственная политика;
- жилищное строительство и государственная политика;
- местные правительственные расходы и налоги.

## Рыночные силы в развитии городов
Рыночные силы приводят к возникновению городов, определяют местоположение города, его размер и развитие. Так, решения о территориальном размещении предприятий и домохозяйств, когда предприятия делают выбор на основе максимизации прибыли, а домохозяйства максимизации удобств проживания, приводят к появлению центров деятельности (городов), а их сила определяет размер и экономической структуру города. Производственные кластеры, такие как Кремниевая долина в Калифорнии, создают целые городские районы с доминирующими фирмами.
Причины концентрации в городе:
- Сравнительные преимущества при межрегиональной торговли развивают торговые города.
- Внутренние эффекты от масштаба производства и экономии транспортных издержек развивают промышленные города.
- Эффект агломерации (внешний эффект) ведет концентрации предприятий и домохозяйств, которые получают развитую инфраструктуру и высокий уровень общественных благ.

## Землепользование в пределах города
Структура землепользования зависит от внутригородского выбора местоположения фирм и домохозяйств, которые связывают этот выбор с ценой на землю, которая регулируются с помощью правил землепользования: уменьшение предложений земли под застройку и разрешений на строительство позволяет увеличить цены на землю и жильё в пределах данных границ, а вне её цены снижаются.
Местными органами управления проводится зонирование территории города: фиксируется набор допустимых вариантов использования земли для каждого земельного участка.
С помощью инструмента зонирования земельных участков можно управлять рыночными силами, которые вызывают распространение занятости от центра города к окраинам, влияя на структуру городского хозяйства.

## Городской транспорт
Городской транспорт влияет на землепользование, на относительную доступность различных участков. На поездки автотранспортом влияет перегруженность дорог, которая решается с помощью:
- введения налога на перегруженность в часы пик, внедряя систему электронной идентификации транспортного средства;
- увеличения налога на бензин;
- увеличения платы за стоянку;
- увеличения пропускной способности дороги;
- субсидирования общественного транспорта.

## Экономическая политика
Органы местного самоуправления, управляя городским хозяйством, проводят экономическую политику на городском уровне и решают проблемы бедности и преступности: меняют тенденцию, когда бедные живут с бедными, делая их еще беднее.

## Жилищное строительство
Когда домохозяйство выбирает жильё, то это выбор места расположения, но и сталкиваются с проблемами доступности жилья по стоимости и низкого уровня технического состоянии. Правительство представляет субсидии на покрытие капитальных и эксплуатационных издержек, расходов на модернизацию, определяя категории граждан, имеющих право на получение данных субсидий. Государство строит жилищный фонд для определенных категорий граждан, увеличивает или сокращает потребление жилья, обеспечивает снижение цен на жильё.

## Местные правительственные расходы и налоги
Согласно Чарльзу Тибу, домохозяйства осуществляют поиск и анализ уровня общественных благ и группируются в относительно однородных районах города, или, голосуя ногами, покидают город. Муниципальные органы власти, управляя данным процессом, и имея два крупнейших источника доходов муниципальных бюджетов — это налог на имущество и межбюджетные трансферты, принимают бюджет, который отдает предпочтение медианному избирателю, используют налоги по Линдалю (налог, равный предельной выгоде от локального общественного блага).
В связи с тем, что предложение земли остается неизменным, а налог на недвижимое имущество один и тот же в стране, то собственники их не переводят и цены на жилье не меняются. В случае роста налога на имущество — цены на потребительские товары возрастают, а домохозяйства начинают платить больше за жилье и меньше покупают другие товары. Государство выделяет субсидии (проводят межбюджетные трансферты) местным органам власти для решения внешних эффектов и проблем несоответствия, когда социальные расходы растут быстрее, чем налоговые поступления.